# عبد الله دوش
عبد الله دوش(ولد في 12 ديسمبر 1987-) لاعب كرة قدم سعودي ويلعب في مركز مدافع .
لعب سابقاً لأندية الفيصلي والقادسية و ضمك والشعلة و نجد والدرع .